# Гэридж
Гэ́ридж (англ. garage), часто уточняют британский гэридж (англ. UK garage, сокращённо — UKG) — жанр урбанистической электронной музыки, возникший в середине 1990-х годов в восточном Лондоне (Ист-Энд) как гибрид американского гаража под влиянием рагга-джангл. По звучанию UKG характеризуется темпом порядка 138 ударов в минуту, свингующим ритмом, плотными басами, заимствованными из раннего рагга-джангла, и общим «разнузданным» звучанием. Часто UKG сопровождается песнями о любви в стиле современного ар-н-би и/или тостингом, в основном, криминального характера. Кроме того, в UKG очень часто встречаются такие элементы, как телефонные трели и «ганшоты» (звуки выстрелов). Сам жанр принято разделять на два основных стиля. Собственно, первоначальный вариант — 4/4 (четыре четверти; сюда же относят спид-гэридж), и последующий гибрид — тустеп. Также выделяют брейкстеп (брейкбит-гэридж). Тустеп-гэридж в свою очередь породил два других гибрида — грайм с доминированием вокала и дабстеп с уклоном в инструментальность.

## История

### 1990-е годы

#### Андеграунд-гэридж (1993—1994)
Историю гэриджа принято вести от начала-середины 1990-х годов, когда в клубах Великобритании доминировал джангл. В эти времена на вторых танцполах клубов, как правило, предназначенных для отдыха, играли американские диско и хаус в их соулфул- и госпел-вариациях. Часто такую вокальную танцевальную музыку называли «гаражом» (garage music), что подразумевало под собой музыку из Paradise Garage, легендарного нью-йоркского клуба, который, собственно, её в своё время и культивировал. В Великобритании эту музыку по традиции играли на завышенной скорости. Причём играли исключительно «дабы» (инструментальные версии треков), что с одной стороны позволяло избежать «визг» ускоренного голоса, а с другой — давало место для работы эмси, которые также традиционно присутствовали на джангл-вечеринках со времён рейвов. В самой Великобритании такой «обновлённый» гараж называли «андеграунд-гэриджем», то есть андеграундным гаражом. Именно с этого периода для гэриджа стали характерными быстрый темп и общее нарочито непринуждённое, местами даже «грязное» звучание.

#### Спид-гэридж (1995—1997)
Вскоре за написание гэриджа начали браться и непосредственно британские продюсеры. Они в угоду публике добавляли сюда перенятые из джангла/драм-н-бейса басы и горны, а также «ганшоты» (звуки выстрелов) и растянутые по времени (эффект «time-stretching») семплы вокальных партий из рагги. К 1995 году сформировалась целая сцена этого музыкального гибрида. СМИ эту смесь американского гаража с быстрым темпом и элементов британского драм-н-бейса назвали «спид-гэриджем» (speed — ускоренный). К 1997 году спид-гэридж добился заметной популярности — композиции в этом жанре начали попадать в национальные хит-парады. Спид-гэридж даже снискал некоторую популярность на своей «забытой» родине — США.

#### Тустеп-гэридж (1998)
В то же самое время написание гэриджа стало приобретать экспериментальный характер. К 1998 году эксперименты проводились главным образом над партией ударных. Если прежде ритм был основан на прямом бас-барабане в четыре четверти и синкопированных малых барабанах, то теперь всё могло быть вывернуто наизнанку — малые барабаны стучать размерено, а бас-барабан смещаться на слабую долю. Ключевым изменением при такой перевёрнутой схеме стало удаление второго и четвёртого бас-барабанов из такта, при том, что как минимум второй и четвёртый малые барабаны остаются на своём месте. Построенный по такой технологии гэридж назвали «Тустеп-гэридж|тустепом» (2-step — два шага). Для поддержания энергетики в тустепе образующиеся на месте удалённых барабанов провалы заполнялись звуками синтезированных органов, духовых и струнных инструментов. Также сверху стали добавлять акапеллы, как правило, заимствованные из записей американского ар-н-би, а затем и вовсе полноценные вокальные партии. Фактически тустеп-гэридж превратился в вокальную музыку и в таком виде ворвался на первые места национальных хит-парадов. Тустеп получил широкую популярность не только в Великобритании, но и по всему миру, и в коммерческом плане стал наиболее успешной формой гэриджа.

#### Брейкбит-гэридж (1999)
К 1999 году логическим продолжением развития гэриджа стало усложнение партии ударных. Тустеп-схема переросла в сложный брейкбит. Часто в качестве ритмической основы здесь использовались замедленные до 138 ударов в минуту ударные из драм-н-бейса. Данный стиль получил название «брейкбит-гэридж», а позднее — «брейкстеп». Брейкбит-гэридж имел некоторую популярность в Великобритании, но широкого распространения по миру не получил. При этом он значительно повлиял на дальнейшее развитие гэриджа, став составной частью волны так называемого «дарк-гэриджа» (dark — мрачный).

### 2000-е годы

#### Грайм и дабстеп
В конце 1990-х — начале 2000-х годов, когда в клубах доминировал сладкоголосый тустеп, в противовес ему начала формироваться уже упоминавшаяся волна дарк-гэриджа, где можно выделить три основные линии. Это уже также упоминавшийся брейкбит-гэридж (брейкстеп). А также волна инструментального тустепа с юга Лондона, получившая в 2002 году имя «дабстеп» (dubstep; «даб» — музыкальный жанр, возникший в начале 1970-x годов на Ямайке); и волна на стыке тустепа и раггамаффина с востока Лондона — «грайм» (grime). Стоит заметить, брейкстеп, дабстеп и грайм до 2002 года развивались бок о бок и влияли друг на друга самым значительным образом. Часто даже все эти три стиля называли общим термином «форвард-саунд» по имени вечеринок Forward>>, где эта музыка развивалась. После 2010 года дабстеп мало чем можно связать с гэридж музыкой, хотя такие лейблы как DMZ, Tectonic, Hyperdub, Tempa, Keysound, Chestplate и др, все ещё выпускают интерные релизы, которые продолжают развивать новые ответвления.

#### Возрождение четырёх четвертей
После того, как классический вокальный тустеп был окончательно замещён граймом, где на передний план выходили эмси, для клубов вновь стала актуальна уже подзабытая в гэридже танцевальная размерность 4/4, так называемая «прямая бочка». Фактически в тустеп просто вернули ранее удалённые второй и четвёртый бас-барабаны, но при этом структура построения трека осталась «тустеповой». Этот стиль так и назвали — «фор-фор-гэридж» (4x4 garage; варианты произношения — фор-бай-фор, фор-ту-зе-флор и т. п.).

#### Бейслайн
Бейслайн (bassline) — направление гэриджа, зародившееся в начале 2000-х годов в шеффилдском клубе Niche, где местные диджеи смешивали вместе 4/4, спид-гэридж и «органный» хаус в традициях старого гаража из Нью-Джерси. Для бейслайн характерны ритм 4/4, акцент на мощную, замысловатую бас-линию и общее более жёсткое звучание. Бейслайн получил широкое распространение лишь в северной части Англии и кратковременный успех в британских чартах.

#### Фанки
Фанки (UK funky) — направление, возникшее в середине — конце 2000-х годов из слияния классического американского фанки-хауса и гэриджа. Для фанки характерны смешение классического гэридж-звучания с ритмами сока, афробит, брокен-бит.

#### Фьюче-гэридж
К концу 2000-х годов начало формироваться новое звучание на основе дабстепа, написанного с обращением к традициям тустеп-гэриджа конца 1990-х — начала 2000-х годов. Музыканты снова начали писать тустеп, но с применением новых технологий. Это движение по возрождению тустепа обрело название «фьюче-гэридж» (future — будущее).

## Музыканты
- Artful Dodger
- Burial
- DJ CHERRY
- Crazy Cousinz
- Dashevsky
- Disclosure
- DJ EZ
- DJ Q
- Flava D
- GENY.G
- Ghost of Paraguay
- Ghosts Community
- Manu Shrine
- Mis-Teeq
- MJ Cole
- Monocherry
- Nanobyte
- Noclu
- Olav Basoski
- Pensees
- Royal T
- Serious Danger
- So Solid Crew
- Sorrow
- Sunset
- Synkro
- The Dreem Teem
- Todd Edwards
- True Steppers
- Vacant
- Volor Flex
- Wookie
- Zed Bias
- Zomby